# Åldras med stil
Åldras med stil är hardcorebandet Sista sekundens tredje fullängdare som släpptes 5 maj 2010. NWT och Helsingborgs dagblad gav albumet 3 av 5 i betyg. Albumet släpptes på Instigate Records i Sverige, P-trash i Tyskland, Fight For Your Mind i Frankrike och Soul Rebel i USA.

## Låtarna på albumet
1. "Min stad" - 1.27
2. "Våld" - 3.05
3. "Att åldras med stil" - 2.59
4. "Släpp aldrig in dom" - 2.28
5. "Lugnet före stormen" - 1.37
6. "Trehundra spänn" - 1.18
7. "Sista punkaren i Sverige" - 3.43
8. "Det nya fenomenet piratkopiering" - 2.06
9. "Svart som natten" - 0.53
10. "Familjens svarta får" - 4.18
11. "Tjugo minuter" - 1.26
12. "Morfar Knut" - 2.37
13. "Undergång" - 3.03